# Paul Hamilton Hayne
Pour les articles homonymes, voir Hayne.
Paul Hamilton Hayne, né le 1er janvier 1830 à Charleston en Caroline du Sud et mort le 6 juillet 1886 à Grovetown en Géorgie, est un poète, critique littéraire et éditeur américain.

## Œuvres
- Poems (1855)
- Sonnets and Other Poems (1857)
- Avolio: A Legend of the Island of Cos (1860)
- Legends and Lyrics (1872)
- The Mountain of the Lovers: with Poems of Nature and Tradition (1875)
- Poems: Complete Edition (1882)